# Karel Tureček
Karel Tureček (* 1. února 1971 Chýnov) je český politik, v letech 2000 až 2011 postupně náměstek ministra zemědělství ČR a ministra průmyslu a obchodu ČR, od roku 2013 poslanec Poslanecké sněmovny PČR, od roku 2024 zastupitel Jihočeského kraje, v letech 2006 až 2022 zastupitel města Chýnov na Táborsku (v letech 2010 až 2014 navíc radní města). V minulosti člen KDU-ČSL a TOP 09, od roku 2021 člen hnutí ANO.

## Život
V letech 1985 až 1989 vystudoval Střední zemědělskou školu v Táboře. Vysokoškolské vzdělání pak získal v letech 1989 až 1994 na Agronomické fakultě Vysoké školy zemědělské v Brně (dosáhl titulu Ing.).
Potom se živil jako předseda Družstva Kormorán (1992 až 2002) a jako jednatel a společník firmy BioFish, s.r.o. (dříve KORMORÁN PLUS, s.r.o.) (1994 až 1995).
Hovoří anglicky, rusky, má bezpečnostní prověrku na stupeň Tajné. Karel Tureček je ženatý, má dcery Markétu, Karolínu, Johanku a syna Karla.

## Politické působení
V 90. letech vstoupil do KDU-ČSL. Svá profesní léta prožíval Karel Tureček na pomezí politiky a zemědělství. Od roku 1995 pracoval na Ministerstvu zemědělství ČR – nejdříve jako ředitel Odboru vodohospodářské politiky (1995 až 1997), následně působil jako poradce ministra (1997 až 2000). V letech 2000 až 2003 byl náměstkem ministra zemědělství, na starosti měl vodní hospodářství. V letech 1998 až 1999 byl také poradcem předsedy Senátu PČR a od roku 1999 do roku 2000 poradce předsedy vlády ČR.
Krátce působil jako poradce ministra pro místní rozvoj (2003 až 2004), následně zastával funkci náměstka ministra průmyslu a obchodu (prosinec 2004 až 2007). Zde viděl, jak je důležité zavádění nových technologií do podnikání, podpora malého a středního podnikání, podpora konkurenceschopnosti a také ochrana spotřebitele.
V roce 2006 byl vyjednavačem KDU-ČSL pro otázky energie a dopravy při jednáních o první vládě Mirka Topolánka. V témže roce zároveň neúspěšně kandidoval na post 1. místopředsedy KDU-ČSL (porazil jej Roman Línek).
V roce 2007 se vrátil jako náměstek na Ministerstvo zemědělství České republiky. Působil zde do roku 2011 především v oblasti vodního
hospodářství, zemědělských komodit, potravin, zemědělské vědy a výzkumu. Zde řídil různé sféry oboru zemědělství od programového financování veřejných výdajů, financování prostředků z Evropské investiční banky až po rostlinnou a živočišnou výrobu a podílel se na přípravě legislativních procesů. Své poznatky a zkušenosti v této oblasti uplatňoval Karel Tureček jako předseda expertní komise pro zemědělství a venkov TOP 09 a podílel se na přípravě odborného zázemí, formulování zemědělské politiky a na přípravě odborných stanovisek pro TOP 09.
V komunálních volbách v roce 2006 úspěšně kandidoval za subjekt "KDU-ČSL a Nestraníci" do Zastupitelstva města Chýnov. V roce 2009 z KDU-ČSL vystoupil a vstoupil do TOP 09. Mandát zastupitele města Chýnova obhájil i v komunálních volbách v roce 2010, tentokrát už na kandidátce subjektu "STAROSTOVÉ A NEZÁVISLÍ". V listopadu 2010 byl navíc zvolen radním města. V komunálních volbách v roce 2014 obhájil jako člen TOP 09 na kandidátce STAN post zastupitele města Chýnova. Skončil však ve funkci radního města.
V roce 2010 kandidoval v Jihočeském kraji jako člen TOP 09 na druhém místě kandidátky ve volbách do Poslanecké sněmovny PČR. Strana v kraji sice získala tři mandáty, ale vlivem preferenčních hlasů skončil na pozici prvního náhradníka. Ve volbách do Poslanecké sněmovny PČR v roce 2013 kandidoval v Kraji Vysočina jako lídr TOP 09 a STAN a byl zvolen poslancem. V roce 2015 vystoupil z TOP 09. Poté, co začal ve většině případů hlasovat s vládní koalicí a přestal chodit na schůze klubu TOP 09, byl v březnu 2016 z tohoto klubu vyloučen. Dne 12. dubna 2016 vstoupil do poslaneckého klubu hnutí ANO 2011.
Ve volbách do Poslanecké sněmovny PČR v roce 2017 obhájil svůj poslanecký mandát jako nestraník za hnutí ANO 2011 v Jihočeském kraji. V komunálních volbách v roce 2018 obhájil mandát zastupitele města Chýnov jako nezávislý na kandidátce subjektu "Sdružení nezávislých kandidátů z Dobronic, Kloužovic, Velmovic, Záhostic a Chýnova".
Ve volbách do Poslanecké sněmovny PČR v roce 2021 kandidoval za hnutí ANO 2011 na 3. místě v Jihočeském kraji. Získal 1 271 preferenčních hlasů, a stal se tak znovu poslancem.
V komunálních volbách v roce 2022 již do zastupitelstva Chýnova nekandidoval. V krajských volbách v roce 2024 byl zvolen jako člen hnutí ANO zastupitelem Jihočeského kraje.
Ve sněmovních volbách v roce 2025 kandiduje na 4. místě kandidátní listiny hnutí ANO v Jihočeském kraji.